# Thomas Dausgaard
Thomas Dausgaard (en danois: [tˢɒmæs ˈtaʊˀskɒːˀ] ; né à Copenhague, le 4 juillet 1963) est un chef d'orchestre danois.

## Carrière
Dausgaard a été chef principal de l'Orchestre de chambre suédois, dès 1997. De 2001 à 2004, il est le principal chef invité de l'Orchestre symphonique national du Danemark (DNSO) et est son chef principal en 2004, le premier chef d'orchestre danois pour ce poste. Il termine sa collaboration avec le DNSO, à la fin de la saison 2010-2011 pour le titre de chef d'orchestre honoraire. En mai 2017, il annonce qu'il quitte l'Orchestre de chambre, après la saison 2018-2019, pour prendre le titre de chef d'orchestre lauréat.
En dehors de la Scandinavie, Dausgaard est le premier chef invité de l'Orchestre symphonique de Seattle, nommé en mars 2013 et en octobre 2013, il est nommé en tant que chef invité principal, à partir de la saison 2014-2015, pour un contrat de trois ans. En mars 2016, l'Orchestre de Seattle annoncé l'extension du contrat jusqu'à la saison 2019-2020. En octobre 2017, l'orchestre annonce la nomination de Dausgaard, en tant que nouveau directeur de la musique, dès la saison 2019-2020, pour quatre saisons.
En mars 2015, le BBC Scottish Symphony Orchestra (BBC SSO) annonce la nomination de Dausgaard en tant que chef d'orchestre, à partir de la saison 2016-2017,, puis en janvier 2018, l'extension du contrat jusqu'à la saison 2021-2022.
Thomas Dausgaard, dirige régulièrement la musique de Per Nørgård et le dédicataire de sa composition Terrains Vagues. Pour les labels discographiques Chandos et DaCapo, il a gravé nombre d'œuvres de musique Scandinave et danoises, notamment des œuvres de Per Nørgård,, Johan Svendsen, Johan Peter Emilius Hartmann, Rued Langgaard, Dag Wirén, Franz Berwald, August Enna et Asger Hamerik. Il a également entrepris une série d'enregistrements pour le label Simax d'œuvres de Beethoven, ainsi que deux disques pour BIS de l'intégrale des symphonies de Robert Schumann,.
Dausgaard et sa femme Helle Hentzer ont trois fils.